# Fundătura Mare
Fundătura Mare – wieś w Rumunii, w okręgu Vaslui, w gminie Ivănești. W 2011 roku liczyła 138 mieszkańców.